# Troika Games
„Тройка Геймс“ (на английски: Troika Games) е бивша компания за разработка на компютърни игри със седалище в гр. Ървайн, щата Калифорния, САЩ.

## История
Фирмата е основана от Джейсън Андерсън, Тим Кейн и Леонард Боярски, трима от създателите на Fallout, след като те напускат Interplay през 1998. Новосформираният екип скоро започва работа по дебютната си игра под крилото на Vivendi Universal и Sierra Studios. 3 години по-късно на пазара се появява Arcanum: Of Steamworks and Magick Obscura, ролева игра в свят разкъсан между технологията и магията. Въпреки сравнително слабите продажби играта моментално се превръща в класика и получава позитивни ревюта от всички по-големи западни гейминг списания и уебстраници. По това време в Troika вече работят по втората си игра – The Temple of Elemental Evil. Тя отново е ролева, но този път действието се развива в Greyhawk, един от световете във вселената на Dungeons & Dragons. Играта се появява на пазара през 2003 и е приета много добре от почитателите на жанра. Няколко месеца преди ToEE да се появи на пазара от компанията обявяват, че работят по нов проект – отново ролево заглавие, но този път в мрачния свят на World of Darkness. Vampire: The Masquerade – Bloodlines използва графичния енджин на Half-Life 2 и пренася играча в една страховита версия на Лос Анджелис, където хора и вампири съжителстват заедно. Продуктът е забавян неколкократно и в крайна сметка се появява на пазара в практически незавършена версия, което налага постоянното обновяване на играта с пачове с цел премахване на стотиците бъгове. Troika обявява фалит само 4 месеца след излизането на Bloodlines, като основните причини са слабите продажби на досегашните игри и липсата на интерес към следващото заглавие на компанията (пост-апокалиптична игра в стил Fallout) от страна на големите разпространители.

## Продукти
- Arcanum: Of Steamworks and Magick Obscura (2001)
- The Temple of Elemental Evil (2003)
- Vampire: The Masquerade – Bloodlines (2004)
- Неименувана пост-апокалиптична ролева игра – прекратена (2005)

Отличителна черта за всички игри на компанията е наличието на множество секрети и скрити шеги, включително препратки към Fallout, както и събития от реалния свят.